# Zotac

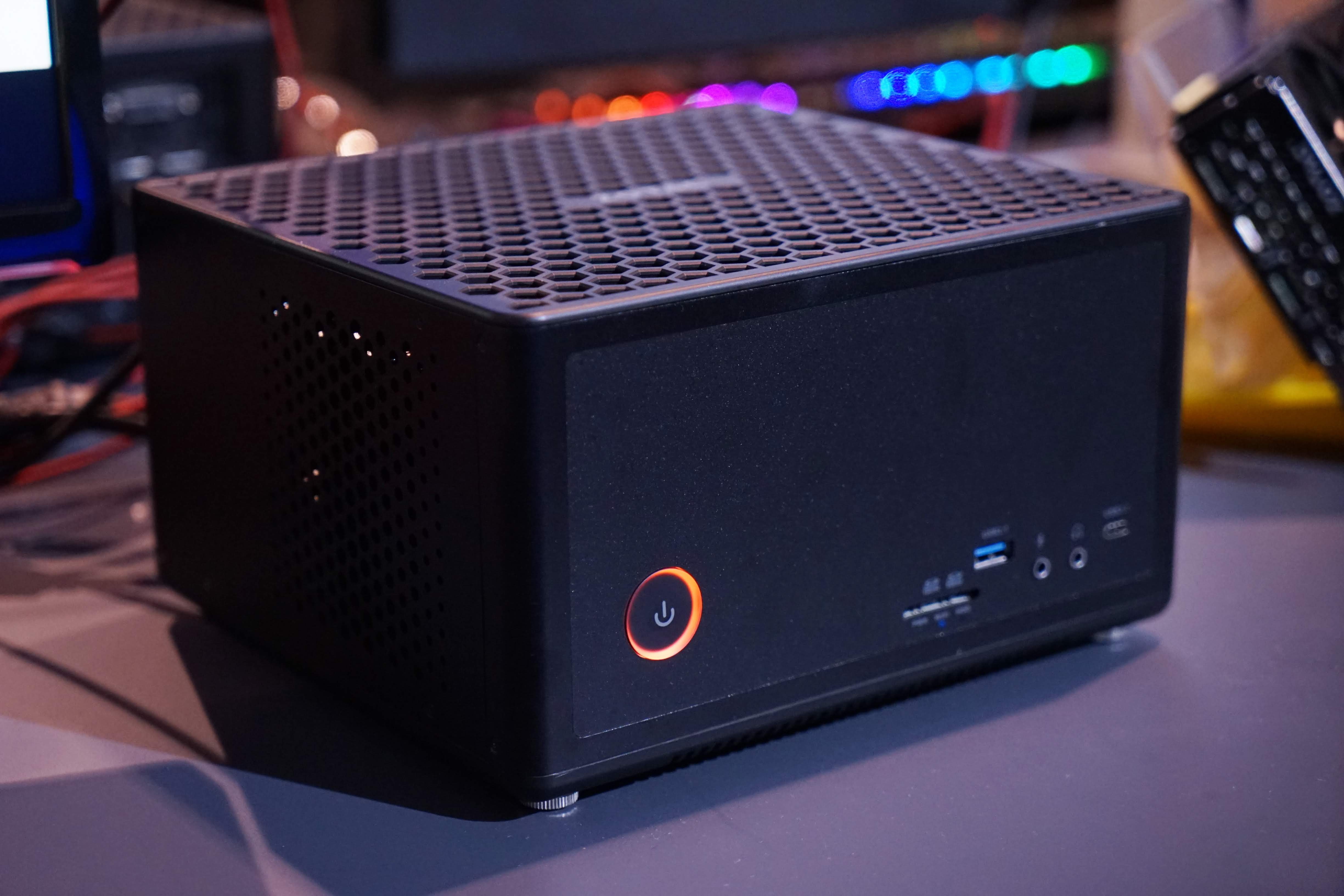
Zotac Zbox

ZOTAC International (MCO) Limited – chińska firma komputerowa produkująca elektronikę użytkową w formie płyt głównych i kart graficznych bazujących na chipsetach Nvidia. Jest również producentem minikomputerów. Jej siedziba znajduje się w Hongkongu, a ponadto w całych Chinach powstało około 40 fabryk zajmujących się montażem powierzchniowym podzespołów.